# Hunab Ku
 Hunab Ku era il Supremo dio Creatore del  pantheon maya ed era la rappresentazione del calendario solare, l'equilibrio delle forze, la perfezione, la coscienza universale, ma anche la porta per accedere ad altre dimensioni parallele.

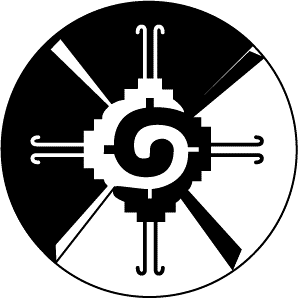
Il simbolo di Hunab Ku

Hunab Ku veniva raffigurato solo tramite il suo simbolo, ma non aveva una forma visibile vera e propria. Veniva poi associato ad altre due divinità: Itzamnà, che era suo figlio, ed Huracan, il dio del vento e delle tempeste. 
Hunab Ku è inoltre un simbolo analogo allo yin e yang e ricorda la forma di una galassia a spirale; Hunab Ku è anche il simbolo del centro della Via Lattea: la "farfalla galattica". 
Il calendario dei Maya era interamente basato sulla posizione della "farfalla galattica", poiché da ciò dipendeva il destino dell'umanità. 
Infatti, secondo la credenza Maya, il creatore dirigeva il mondo attraverso delle esplosioni periodiche generate dal centro della galassia: le “Energie di Coscienza”. 
Ma nei reperti e nei documenti storici Maya e Aztechi prima dell'arrivo degli spagnoli non si trova nulla che parli di Hunab Ku e del suo simbolo , per cui è possibile che il "dio" Hunab Ku non sia una divinità Maya ma sia stato creato dai missionari cristiani che cercavano di convincere i discendenti dei maya dell'esistenza del dio cristiano. Il simbolo maya che ricorda la spirale yin-yang è quello dell'Ollin.